# Большая Красная улица
Большая Красная улица (тат. Зур Кызыл урамы) — одна из старейших улиц центральной части Казани.
Начинается от перекрёстка с улицей Батурина у подножья Казанского кремля, идёт на восток, и заканчивается на пересечении с улицей Толстого у суворовского училища. Южнее параллельно ей расположены и улицы Карла Маркса, Дзержинского и Горького.

## История
Название улицы Большой Красной происходит либо, во-первых, от Красной слободы, образованной в этом районе города в XVII веке, — её центральной частью была церковь Грузинской Божьей Матери; во-вторых, по виду деятельности обитателей улицы — здесь жили мастера «красного», то есть галантерейного товара.

## Объекты улицы

Памятник Б. И. Урманче на улице Большой Красной

Проезжая часть на всем протяжении улицы односторонняя, от улицы Толстого к Кремлю.

### Площади и скверы
- Площадь Свободы.
- Сквер имени Льва Толстого.

### Памятники
- Памятник-бюст Льву Толстому
- Памятник скульптору Баки Урманче

## Здания

### Храмы
- Церковь Святой мученицы Параскевы Пятницы
- Казанско-Богородицкий мужской монастырь и Надвратная церковь

### Административные здания
- Управление внутренних дел г. Казани (УВД)
- Управление Федеральной службы безопасности РФ по РТ (ФСБ)
- Конституционный суд Республики Татарстан
- Министерство культуры Республики Татарстан

### Культурные учреждения
- Художественный фонд РТ
- Союз Художников РТ
- Государственный Большой концертный зал им. С. Сайдашева

### Учебные заведения
- Средняя специальная музыкальная школа-лицей при Казанской государственной консерватории им. Н. Г. Жиганова
- Казанский национальный исследовательский технический университет имени А. Н. Туполева (КНИТУ-КАИ)
- Институт развития образования РТ
- Казанский научно-исследовательский институт эпидемиологии и микробиологии
- Казанская государственная консерватория (Академия им. Н.Г. Жиганова)

### Медицинские учреждения
- Поликлиника инфекционно-аллергических заболеваний Казанского НИИ эпидемиологии и микробиологии
- Родильный дом при РКБ №2
- Государственное автономное учреждение здравоохранения «Республиканский клинический кожно-венерологический диспансер»